# Wilhelm von Tümpling
Wilhelm Ludwig Karl Kurt Friedrich von Tümpling (né le 30 décembre 1809 à Pasewalk et mort le 13 février 1884 à Talstein près d'Iéna) est un général prussien de la cavalerie.

## Biographie

### Origine
Wilhelm est issu de la famille von Tümpling (de). Il est le fils d'Adam von Tümpling (1781-1871) et de sa première épouse Ernestine Wilhelmine, née comtesse von Bohlen de la branche Stretense (née le 16 novembre 1783 à Neidenburg et morte le 7 mars 1815 à Pasewalk). Son père est général de cavalerie et chevalier de l'Ordre de l'Aigle Noir.

### Carrière militaire
Tümpling opte d'abord pour une carrière civile, étudie le droit à Heidelberg après avoir obtenu son diplôme d'études secondaires et y devient membre du Corps Saxo-Borussia en 1829.
Le 25 juillet 1830, cependant, il entre dans le corps de la Garde comme candidat officier et y reçoit le 18 juin 1831 sa nomination comme sous-lieutenant. En raison de sa formation universitaire, il fait rapidement carrière, de sorte que son entrée ultérieure dans le service militaire n'a pas d'effet néfaste. À l'automne 1833, il entre à l'école générale de guerre et en 1837 au bureau topographique. Dès 1839, il est membre régulier de l'état-major général à partir de 1841, d'abord comme officier agrégé. En 1840, il est promu premier lieutenant. Le 12 avril 1842, il est promu capitaine avec commandement simultané à l'état-major général du 8e corps d'armée à Coblence. De là, en 1848, entre-temps promu major, il est transféré au Grand État-Major de Berlin. Il y participe à la campagne de Bade en 1849.
Dès la fin de 1850, il reprend du service, d'abord au 4e régiment de dragons (pl) comme officier d'état-major, puis en 1853 avec son propre commandement au 5e régiment de cuirassiers. Un an plus tard, il prend le commandement du 1er régiment d'uhlans de la Garde à Potsdam. À la fin de 1857, il est nommé colonel et commandant du 11e brigade de cavalerie à Breslau. Tümpling y reste jusqu'à ce qu'il prenne finalement la tête de la 5e division d'infanterie stationné à Francfort-sur-l'Oder en tant que lieutenant général en 1863.
Lors de la guerre germano-danoise de 1864, des parties de sa division sont utilisées au combat, par exemple lors de l'assaut de Düppel et à l'occupation de Fehmarn, mais lui-même n'est pas impliqué, mais est resté à Kiel pendant les combats. Lors de la guerre austro-prussienne de 1866, son premier déploiement a lieu lors de la bataille de Gitschin. Il est censé conquérir la place dans le cadre d'un mouvement de tenaille. Lorsqu'il dirige personnellement une attaque d'infanterie, il a été blessé et a dû passer le reste de la campagne à l'hôpital. Comme l'attaque de Gitschin est couronnée de succès, cependant, il reçoit l'ordre Pour le Mérite. Après la guerre, il est pendant quelques semaines gouverneur général du royaume de Saxe. À partir du 30 octobre 1866 Tümpling dirige le 6e corps d'armée.
Au début de la guerre franco-prussienne, le 6e corps d'armée est d'abord resté en Silésie afin d'être sur place au cas où l'Autriche entrerait en guerre. Après qu'il soit devenu clair que l'Autriche ne participerait pas à la guerre aux côtés de la France, le corps se déplace en France au début du mois d'août. Le temps qu'elle parvienne à rattraper le reste de la 3e armée, Metz est encerclée. Alors que la 3e armée se déplace vers le nord en direction de l'armée de Napoléon III, Tümpling reste en arrière pour assurer la sécurité des flancs. Il ne participe donc pas à la bataille de Sedan. Sa tâche consistait à intercepter les unités françaises en retraite afin qu'elles ne puissent pas se rendre à Paris. Cependant, le 13e corps d'armée français réussit à échapper à ce piège et à atteindre Paris. Pendant le siège de Paris, Tümpling doit tenir la section sud-ouest. Dans cette zone, il a pu repousser une sortie française lors de la bataille de Chevilly.
Après la guerre, Tümpling retourne à Breslau avec son corps. Avant cela, il fait lui-même partie de la formation d'honneur lors du défilé de la victoire à Berlin. Il reçoit également l'Ordre de l'Aigle noir en 1875 et est nommé chef du 15e régiment de dragons. En 1883, Tümpling doit démissionner en raison de sa mauvaise santé.

## Famille
Il se marie le 12 octobre 1836 avec la comtesse Hélène Constanze Charlotte von Einsiedel (de) (née le 22 mai 1812 et mort le 11 octobre 1837) de la branche de Wolkenburg. Le couple a une fille :
- Hélène (1837-1855)

Après la mort prématurée de sa première femme, il se marie le 26 novembre 1842 Wilhelmine née von Steltzer veuve von Klewitz (de) (née le 26 novembre 1810). Le couple a plusieurs enfants  :
- Hélène Wilhelmine (née le 3 novembre 1843 et morte le 19 décembre 1921) mariée avec Edmund Emanuel von Löbbecke (de)-Mahlen (né le 1er mai 1831 et mort le 31 juillet 1894)[7]
- Wilhelm Wolf Friedrich Ferdinand Clemens Anton Georg (né le 25 mars 1845 et mort en 1923) marié avec Luise von Boyen (né le 26 mai 1852 et mort le 3 juillet 1911), fille du général Leopold Hermann von Boyen
- Marie Wilhelmine Nanny Johanna (née en 1847)[8]

mariée avec Alfred von Löbenstein-Lohsa († 1888), chambellan, Rittmeister et administrateur de l'arrondissement d'Hoyerswerda (de)
mariée en 1891 avec Georg von Zedlitz-Neukirch (de) (né le 18 mai 1846 et mort le 13 août 1898), administrateur de l'arrondissement de Schönau

## Honneurs
Le sculpteur d'Iéna Otto Späte a créé un buste du général von Tümpling, qui est placé au Museum Neues Weimar .